# Spuugdingen op de mic
Spuugdingen op de mic is het debuutalbum van de Nederlandse rapgroep Opgezwolle, uitgebracht in 2001 in eigen beheer. Het is geproduceerd door Dippy Delic. Het album wordt door veel Nederlandse rapfans bestempeld als klassieker.

## Track listing
1. Mafkezen
2. Bob Sticky
3. Verwend
4. Opgezwolle de Volle
5. Ritmen
6. Als die Mic Aanstaat ft. Typhoon
7. Voor de Peeps ft. Blaxtar
8. XI ft. Karlijn
9. Zwolle
10. Spuugdingen op die Mic.
11. 't Duurde Even
12. Kruidig en Pittig ft. BlaBla

## Line-up
- Sticky Steez - Rapper
- Phreako Rico - Rapper
- Delic - DJ/Producer